# La Carrera Panamericana 2013
La Carrera Panamericana 2013 fue la 26a. edición de la época moderna de La Carrera Panamericana. Inició el 25 de octubre en la ciudad de Veracruz y terminará el 31 de octubre en la ciudad de Zacatecas. La prueba se desarrollará completamente sobre asfalto y tuvo un recorrido total de 3.093 kilómetros, de los cuales 576 km fueron cronometrados y divididos en cuarenta y cinco tramos. La ceremonia inaugural tuvo lugar el jueves 24 de octubre en el malecón de Veracruz.
La prueba fue dominada por el piloto mexicano Gabriel Pérez, quien ganó las cuatro primeras etapas de la carrera y, al final de la misma, obtuvo el triunfo por segundo año consecutivo y por tercera ocasión en su historia. Con el resultado, Pérez se posicionó como uno de los pilotos con más victorias dentro de la historia de La Carrera, a la par de su compatriota Carlos Anaya y detrás del piloto francés Pierre de Thoisy.

## Calendario
| Fecha         | Inicio           | Final            |
| ------------- | ---------------- | ---------------- |
| 25 de octubre | Veracruz         | Oaxaca           |
| 26 de octubre | Oaxaca           | Distrito Federal |
| 27 de octubre | Distrito Federal | Querétaro        |
| 28 de octubre | Querétaro        | Morelia          |
| 29 de octubre | Morelia          | Guanajuato       |
| 30 de octubre | Guanajuato       | Aguascalientes   |
| 31 de octubre | Aguascalientes   | Zacatecas        |
| Fuentes       |                  |                  |

## Participantes
La Carrera agrupó ochenta y siete tripulaciones en diez categorías. Algunas de las tripulaciones destacadas en la Carrera fueron Memo Rojas, ganador de las 24 Horas de Daytona, con Marco Hernández como navegante, Hilaire Damiron y Liz Tejada, Gabriel Pérez, el campeón defensor, con Ignacio Rodríguez, Doug Mocket y Angélica Fuentes y Emilio Velászquez y Javier Marín, líderes del Campeonato Mexicano de Rally hasta el inicio de la Carrera.
La Carrera contó con nueve categorías de competencia y una de exhibición, repartidas de la siguiente forma:
| Categoría             | Tripulaciones |
| --------------------- | ------------- |
| Turismo mayor         | 14            |
| Turismo de producción | 10            |
| Sport menor           | 4             |
| Sport mayor           | 3             |
| Histórica A           | 4             |
| Histórica A plus      | 8             |
| Histórica B           | 14            |
| Histórica C           | 23            |
| Original Panam        | 3             |
| Exhibición            | 4             |

De acuerdo al reglamento aplicable a la prueba, los participantes en la categoría de exhibición no tuvieron derecho a ser premiados y fueron excluidos de la clasificación general; por esta razón solo se mostraba un máximo de ochenta y cuatro tripulaciones en los listados de arranque diarios.

## Desarrollo

### Calificación
El jueves 24 se efectuó la etapa de calificación en el tramo Paso de Ovejas-Huatusco-Xalapa, la cual tuvo un recorrido total de 136,34 kilómetros con 5,79 de ellos de velocidad. Con esta etapa se determinó el orden de salida de los participantes para el viernes, el cual fue liderado por Hilaire Damiron y Liz Tejada. En la segunda posición quedaron Memo Rojas y Marco Hernández; en la tercera, Gabriel Pérez e Ignacio Rodríguez. La cuarta posición fue para Doug Mockett y Angélica Fuentes, mientras que la quinta a la séptima posición fueron ocupadas por las tripulaciones de Francisco Díaz y Gerardo Mendoza, Raphael van der Straten y Mauricio Pimentel y Emilio Velázquez y Javier Marín.

### Primer día: Veracruz - Oaxaca
El primer día de la prueba arrancó en el Faro Venustiano Carranza, del Puerto de Veracruz, y tuvo un recorrido total de 493,44 kilómetros repartido en once secciones y con 89,07 kilómetros del total en recorridos de velocidad. La primera etapa de velocidad, Cumbres de Acutzingo, fue cancelada debido a la niebla y lluvia intensas imperantes en el tramo. Después de las siguientes dos etapas, el mexicano Memo Rojas se encontraba al frente de la competencia pero su auto sufrió una ponchadura que lo sacó de la carretera y tuvo que abandonar la carrera y ceder el liderato, que fue ocupado por Gabriel Pérez. Al final de la siguiente etapa, Miltepec, la prueba era liderada por el francés Hilaire Damiron, quien, en la etapa siguiente, cedió el liderato nuevamente a Pérez y, en la última etapa de la jornada, tuvo que abandonar la prueba por fallas mecánicas, lo que permitió que Pérez y su navegante Ignacio Rodríguez se adjudicaran el triunfo del primer día de la carrera. El segundo lugar lo ocupó la tripulación de Emilio Velázquez y Javier Marín; el tercero lo ocuparon Francisco Díaz y Gerardo Mendoza; el cuarto, Raphaël Van der Straten y Mauricio Pimentel y el quinto, Douglas Mockett y Angélica Fuentes.

### Segundo día: Oaxaca - Ciudad de México
En la segunda jornada, las tripulaciones de Memo Rojas y de Hilaire Damiron reiniciaron la competencia, después de haberla abandonado el día anterior; al término de la primera etapa, Damiron ocupó la segunda posición y Rojas, la sexta. El liderato de la jornada lo compartieron por igual número de etapas Emilio Velázquez y Gabriel Pérez (ver sección de Itinerario). Al final de la jornada, Pérez ganó el recorrido del día por segunda ocasión consecutiva y Velázquez concluyó en segundo lugar. El tercer lugar lo ocupó Hilaire Damiron, el cuarto, Raphaël Van de Straten y el quinto, Memo Rojas.
Después de dos jornadas, el liderato general lo ocupaba el mexicano Gabriel Pérez, seguido de su compatriota Emilio Velázquez y del belga Raphaël Van de Straten en el segundo y tercer lugares, respectivamente. En el cuarto lugar se encontraba el francés Hilaire Damiron, quien recuperó posiciones después de haber concluido la jornada anterior en el décimo sexto lugar general, mientras el alemán Stefan Oberdörste ocupaba el quinto lugar.

### Tercer día: Ciudad de México - Querétaro
La tercera jornada de la prueba fue nuevamente para el campeón defensor Gabriel Pérez, quien volvió a alternar el liderato del día con Emilio Velázquez. Al final de la jornada, Velázquez ocupó el segundo lugar, Raphaël Van der Straten el tercero, Memo Rojas el cuarto y Douglas Mockett, el quinto.
Después de tres días de competencia, el liderato general lo seguía ocupando Gabriel Pérez, con un tiempo acumulado de 2:06:58.2 horas; en el segundo lugar, con más de un minuto de diferencia, estaba Emilio Velázquez, con un tiempo acumulado de 02:08:02.5 horas; en el tercer lugar, Raphaël Van der Straten, con 02:13:35.8 horas acumuladas; en el cuarto lugar estaba el alemán Stefan Oberdörster, con 02:16:52.2 horas acumuladas. El cuarto lugar del día anterior, el francés Hilaire Damiron, había perdido posiciones hasta terminar el día en el décimo séptimo lugar general, debido a los problemas mecánicos que había presentado su automóvil.[cita requerida] El quinto lugar general lo ocupaba el estadounidense Paul Hladky, con un tiempo acumulado de 02:17:29.0 horas.

### Cuarto día: Querétaro - Morelia
La etapa inició con setenta y cuatro tripulaciones en la arrancada. La prueba tuvo una sección en la región montañosa de Mil Cumbres, considerada como un tramo clásico en la Carrera Panamericana, que debía ser recorrida en dos ocasiones; sin embargo, la segunda de ellas fue cancelada por las lluvias imperantes en el recorrido. El ganador del día fue nuevamente Gabriel Pérez, quien así obtuvo su cuarto triunfo en la prueba. En segundo lugar arribó la tripulación de Hilaire Damiron y Liz Tejada y, en tercero, la de Emilio Velázquez y Javier Marín.
Después de la cuarta etapa, las primeras cinco posiciones seguían ocupadas en el mismo orden del día anterior con Gabriel Pérez en el primer lugar y un tiempo acumulado de 02:27:41.7 horas; Emilio Velászquez en el segundo, con 02:29:04.4 horas; Raphaël Van der Straten en el tercero, con 02:35:22.7 horas; Stefan Oberdörster en el cuarto, con 02:38:54.5 horas y Paul Hladky en el quinto, con 02:40:16.6 horas de recorrido acumuladas.

## Itinerario
| Día                                                    | Tramo | Nombre                         | Distancia | Hora  | Ganador          | Tiempo          | Vel. media      | Líder del día    |
| ------------------------------------------------------ | ----- | ------------------------------ | --------- | ----- | ---------------- | --------------- | --------------- | ---------------- |
| Día 0 jueves 24                                        | TC1   | Clasificación / Paso de Ovejas | 5,79 km   | 09:00 | Hilaire Damiron  | 01:56.08        | 158.769 kp/h    | Hilaire Damiron  |
| Día 1 viernes 25                                       | TC2   | Cumbres de Acutzingo           | 6,54 km   | 10:13 | Etapa cancelada  | Etapa cancelada | Etapa cancelada | Hilaire Damiron  |
| Día 1 viernes 25                                       | TC3   | El Zorrillo                    | 10,27 km  | 11:21 | Memo Rojas       | 04:23.3         | 133.186 kp/h    | Memo Rojas       |
| Día 1 viernes 25                                       | TC4   | Acatepec                       | 8,47 km   | 11:44 | Hilaire Damiron  | 04:04.9         | 118.433 kp/h    | Memo Rojas       |
| Día 1 viernes 25                                       | TC5   | Chazumba                       | 8,15 km   | 12:02 | Hilaire Damiron  | 03:49.3         | 117.275 kp/h    | Gabriel Pérez    |
| Día 1 viernes 25                                       | TC6   | Miltepec                       | 20,77 km  | 12:25 | Hilaire Damiron  | 09:19.7         | 127.929 kp/h    | Hilaire Damiron  |
| Día 1 viernes 25                                       | TC7   | Tamazulapan                    | 22,63 km  | 14:18 | Gabriel Pérez    | 11:19.2         | 117.437 kp/h    | Gabriel Pérez    |
| Día 1 viernes 25                                       | TC8   | Yanhuitlán                     | 12,24 km  | 15:06 | Emilio Velázquez | 05:13.5         | 132.268 kp/h    | Gabriel Pérez    |
| Día 2 sábado 26                                        | TC9   | Huitzo                         | 22,43 km  | 07:38 | Emilio Velázquez | 11:14.8         | 115.840 kp/h    | Emilio Velázquez |
| Día 2 sábado 26                                        | TC10  | La Herradura                   | 10,26 km  | 08:06 | Gabriel Pérez    | 04:59.6         | 116.880 kp/h    | Emilio Velázquez |
| Día 2 sábado 26                                        | TC11  | Yanhuitlán                     | 12,58 km  | 10:19 | Hilaire Damiron  | 05:55.5         | 121.854 kp/h    | Emilio Velázquez |
| Día 2 sábado 26                                        | TC12  | Tamazulapan                    | 22,41 km  | 10:57 | Hilaire Damiron  | 10:57.3         | 118.356 kp/h    | Emilio Velázquez |
| Día 2 sábado 26                                        | TC13  | Miltepec                       | 21,18 km  | 12:00 | Gabriel Pérez    | 09:45.9         | 127.659 kp/h    | Gabriel Pérez    |
| Día 2 sábado 26                                        | TC14  | Chazumba                       | 8,6 km    | 12:28 | Gabriel Pérez    | 04:11.1         | 119.331 kp/h    | Gabriel Pérez    |
| Día 2 sábado 26                                        | TC15  | Acatepec                       | 10,99 km  | 12:43 | Gabriel Pérez    | 04:50.2         | 128.483 kp/h    | Gabriel Pérez    |
| Día 2 sábado 26                                        | TC16  | El Zorrillo                    | 9,93 km   | 13:06 | Gabriel Pérez    | 04:28.1         | 129.627 kp/h    | Gabriel Pérez    |
| Día 3 domingo 27                                       | TC17  | Bernal 1                       | 10,14 km  | 11:08 | Emilio Velázquez | 04:21.3         | 139.862 kp/h    | Emilio Velázquez |
| Día 3 domingo 27                                       | TC18  | Higuerillas 1                  | 13,4 km   | 11:26 | Gabriel Pérez    | 06:01.0         | 133.629 kp/h    | Emilio Velázquez |
| Día 3 domingo 27                                       | TC19  | La Culata 1                    | 10,83 km  | 11:49 | Gabriel Pérez    | 05:25.0         | 119.963 kp/h    | Gabriel Pérez    |
| Día 3 domingo 27                                       | TC20  | La Culata 2                    | 10,42 km  | 14:42 | Gabriel Pérez    | 05:11.8         | 114.808 kp/h    | Gabriel Pérez    |
| Día 3 domingo 27                                       | TC21  | Higuerillas 2                  | 15,83 km  | 15:05 | Emilio Velázquez | 06:19.5         | 150.364 kp/h    | Gabriel Pérez    |
| Día 3 domingo 27                                       | TC22  | Bernal 2                       | 10,15 km  | 15:28 | Emilio Velázquez | 06:19.5         | 96.412 kp/h     | Emilio Velázquez |
| Día 4 lunes 28                                         | TC23  | Barajas                        | 6,93 km   | 10:43 | Hilaire Damiron  | 02:26.8         | 156.735 kp/h    | Hilaire Damiron  |
| Día 4 lunes 28                                         | TC24  | Minillas                       | 6,72 km   | 10:58 | Emilio Velázquez | 02:36.9         | 137.350 kp/h    | Hilaire Damiron  |
| Día 4 lunes 28                                         | TC25  | Huajúmbaro                     | 10,52 km  | 13:51 | Gabriel Pérez    | 04:44.3         | 123.845 kp/h    | Hilaire Damiron  |
| Día 4 lunes 28                                         | TC26  | Mirador Mil Cumbres            | 19,55 km  | 14:19 | Gabriel Pérez    | 10:49.7         | 105.228 kp/h    | Gabriel Pérez    |
| Día 4 lunes 28                                         | TC27  | San José de la Cumbre          | 16,41 km  | 14:42 | Etapa cancelada  | Etapa cancelada | Etapa cancelada | Gabriel Pérez    |
| Día 5 martes 29                                        | TC28  | La Cascada                     | 16,83 km  | 09:43 | Memo Rojas       | 09:40.9         | 102.238 kp/h    | Memo Rojas       |
| Día 5 martes 29                                        | TC29  | Mil Cumbres                    | 19,30 km  | 10:11 | Memo Rojas       | 11:16.6         | 99.705 kp/h     | Memo Rojas       |
| Día 5 martes 29                                        | TC30  | Huajúmbaro                     | 9,95 km   | 10:49 | Hilaire Damiron  | 04:36.4         | 124.165 kp/h    | Gabriel Pérez    |
| Día 5 martes 29                                        | TC31  | La Yerbabuena                  | 11,06 km  | 11:17 | Gabriel Pérez    | 04:10.2         | 143.280 kp/h    | Gabriel Pérez    |
| Día 5 martes 29                                        | TC32  | Los Quiotes                    | 16,16 km  | 16:05 | Hilaire Damiron  | 06:35.0         | 142.166 kp/h    | Hilaire Damiron  |
| Día 5 martes 29                                        | TC33  | Santa Rosa                     | 9,42 km   | 16:23 | Hilaire Damiron  | 04:07.8         | 120.048 kp/h    | Hilaire Damiron  |
| Día 5 martes 29                                        | TC33  | La Valenciana                  | 7,10 km   | 16:38 | Hilaire Damiron  | 02:58.8         | 121.676 kp/h    | Hilaire Damiron  |
| Día 6 miércoles 30                                     | TC34  | La Valenciana                  | 6,61 km   | 09:23 | Memo Rojas       | 03:09.3         | 120.190 kp/h    | Memo Rojas       |
| Día 6 miércoles 30                                     | TC35  | Santa Rosa                     | 10,33 km  | 09:36 | Emilio Velázquez | 04:44.5         | 118.648 kp/h    | Emilio Velázquez |
| Día 6 miércoles 30                                     | TC36  | Los Quiotes                    | 15,69 km  | 09:51 | Hilaire Damiron  | 06:11.5         | 140.216 kp/h    | Emilio Velázquez |
| Día 6 miércoles 30                                     | TC37  | Sierra de Lobos                | 14,37 km  | 11:24 | Memo Rojas       | 07:17.5         | 113.26 kp/h     | Emilio Velázquez |
| Día 6 miércoles 30                                     | TC38  | Villa Hidalgo                  | 11,05 km  | 15:07 | Memo Rojas       | 03:54.3         | 154.154 kp/h    | Memo Rojas       |
| Día 6 miércoles 30                                     | TC39  | Los Caños                      | 6,67 km   | 15:25 | Emilio Velázquez | 02:31.0         | 140.662 kp/h    | Emilio Velázquez |
| Día 7 jueves 31                                        | TC40  | Asientos                       | 14,54 km  | 09:23 | Hilaire Damiron  | 05:43.8         | 145.360 kp/h    | Hilaire Damiron  |
| Día 7 jueves 31                                        | TC41  | La Congoja 1                   | 10,96 km  | 10:21 | Hilaire Damiron  | 05:29.3         | 114.984 kp/h    | Hilaire Damiron  |
| Día 7 jueves 31                                        | TC42  | La Congoja 2                   | 11,46 km  | 11:44 | Hilaire Damiron  | 05:35.1         | 117.672 kp/h    | Hilaire Damiron  |
| Día 7 jueves 31                                        | TC43  | Piedra Gorda                   | 6,76 km   | 13:37 | Douglas Mockett  | 02:17.4         | 155.825 kp/h    | Hilaire Damiron  |
| Día 7 jueves 31                                        | TC44  | La Bufa 1                      | 16,74 km  | 14:20 | Hilaire Damiron  | 06:56.1         | 140.192 kp/h    | Hilaire Damiron  |
| Día 7 jueves 31                                        | TC45  | La Bufa 2                      | 16,43 km  | 15:48 | Memo Rojas       | 07:00.0         | 136.629 kp/h    | Hilaire Damiron  |
| FuentesDía 0 Día 1 Día 2 Día 3 Día 4 Día 5 Día 6 Día 7 |       |                                |           |       |                  |                 |                 |                  |

## Clasificación general
| Pos.    | Piloto                  | Copiloto          | Automóvil  | Tiempo    | Diferencia | Vel. media |
| ------- | ----------------------- | ----------------- | ---------- | --------- | ---------- | ---------- |
| 1.      | Gabriel Pérez           | Ignacio Rodríguez | Studebaker | 4:14:49.6 | 0.0        | kp/h       |
| 2.      | Emilio Velázquez        | Javier Marín      | Studebaker | 4:17:15.4 | +2:25.8    | kp/h       |
| 3.      | Memo Rojas              | Marco Hernández   | Studebaker | 4:30:31.8 | +15:42.2   | kp/h       |
| 4.      | Raphaël van der Straten | Mauricio Pimentel | Studebaker | 4:34:06.9 | +19.17.3   | kp/h       |
| 5.      | Paul Hladky             | Adrian Gerrits    | Studebaker | 4:35:09.6 | +20:20.0   | kp/h       |
| 6.      | Luis Cervantes          | Pablo Cervantes   | Porsche    | 4:38:33.0 | +23.43.4   | kp/h       |
| 7.      | Xavier Lamadrid         | Ricardo Navarro   | Mustang    | 4:38:36.3 | +23:46.7   | kp/h       |
| 8.      | Taz Harvey              | Rudy Vajdak       | Datsun     | 4:39:25.2 | +24:35.6   | kp/h       |
| 9.      | Hilaire Damiron         | Elizabeth Tejada  | Studebaker | 4:40:40.9 | +25:51.3   | kp/h       |
| 10.     | Stefan Rehkopf          | Peter Scheufen    | Mustang    | 4:40:45.2 | +25:55.6   | kp/h       |
| Fuentes |                         |                   |            |           |            |            |